# Rio Grui (Amaradia)
O Rio Grui é um rio da Romênia, afluente do Amaradia, localizado no distrito de Gorj.